# Léon Blum

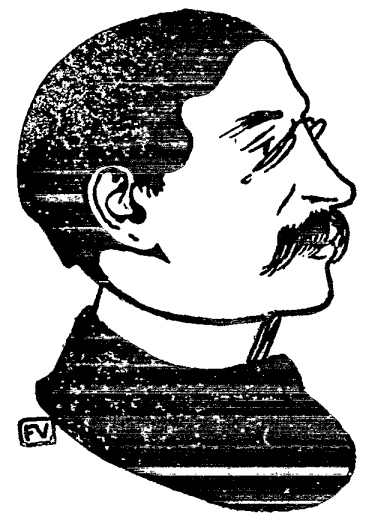
Léon Blum văzut de Félix Vallotton, portret apărut în Revue blanche, 1900.

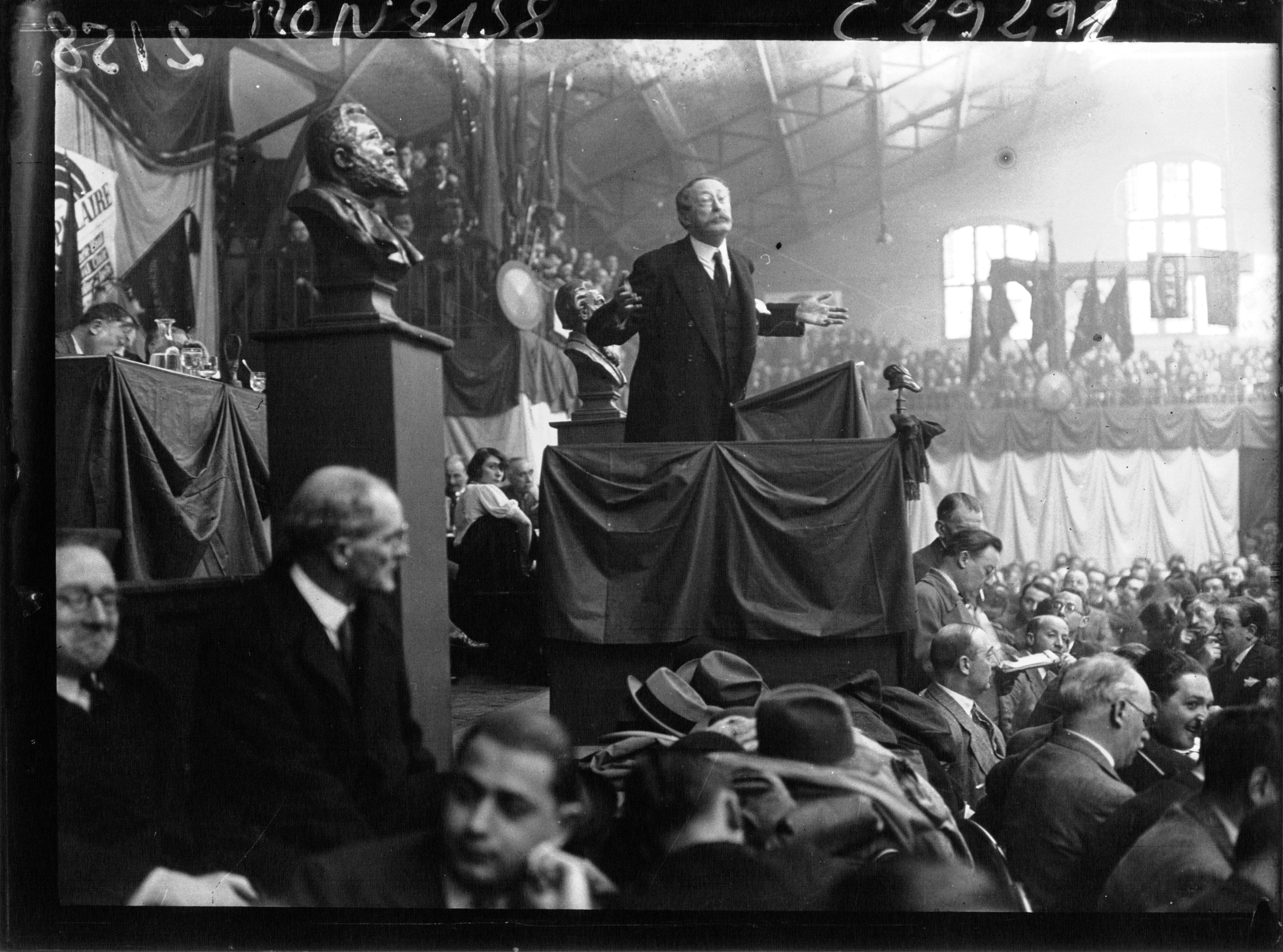
Discursul lui Leon Blum la Congresul socialist
(fotografie de presă / agenția Meurisse, 1932, Paris, BnF, departamentul Stampe și fotografie).

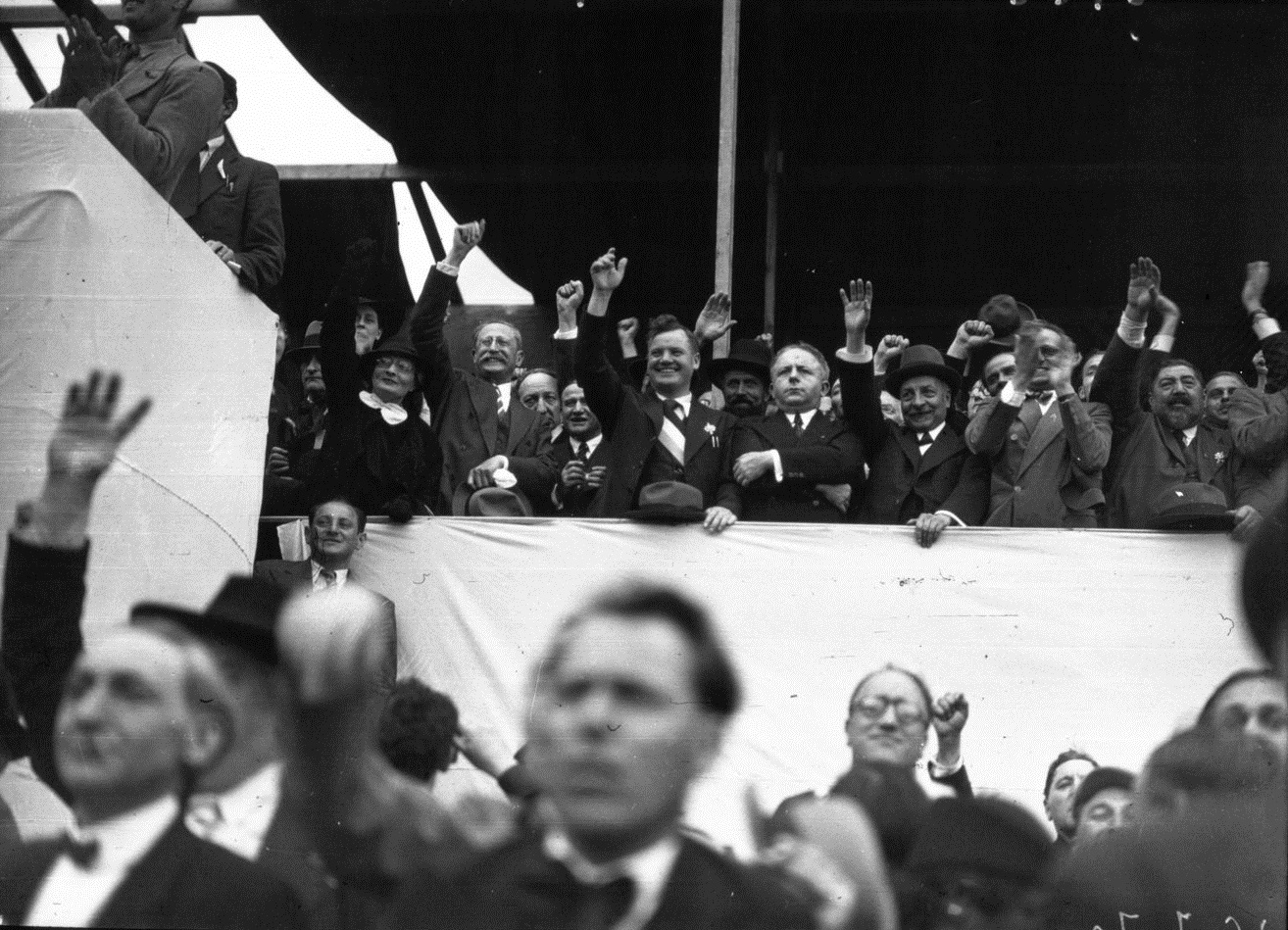
Manifestație a formațiunii Adunarea Populară, din 14 iulie 1936. În tribune, de la stânga la dreapta : Thérèse Blum, Léon Blum, Maurice Thorez, Roger Salengro, Maurice Violet, Pierre Cot.

Léon Blum (pronunțat [leɔ̃ ˈblum]; n. 9 aprilie 1872, Saint-Germain-l'Auxerrois⁠(d), Île-de-France, Franța – d. 30 martie 1950, Jouy-en-Josas, Seine-et-Oise, Franța) a fost un politician, diplomat, om de stat, jurnalist francez și o figură importantă a socialismului. 
Blum a fost unul dintre liderii Secțiunii française a internaționalei muncitorești (Section française de l'Internationale ouvrière SFIO), și președinte al Consiliului de miniștri, adică șef al guvernului francez, în două rânduri, 1936-1937, și apoi din martie până în aprilie 1938.
Din mai 1943 până în aprilie 1945 a fost deținut în lagărul de concentrare Buchenwald. 
Șeful Guvernului provizoriu al Republicii franceze din decembrie 1946 până în ianuarie 1947, Cabinetul Blum va fi responsabil de punerea în funcțiune a instituțiilor celei de a V-a Republici.
Reformele sale au reprezentat mari progrese sociale (concediu plătit, femei în guvern, reducere a timpului de lucru, printre altele) și este considerat, astăzi, una dintre marile figuri ale socialismului francez.

## Frontul popular

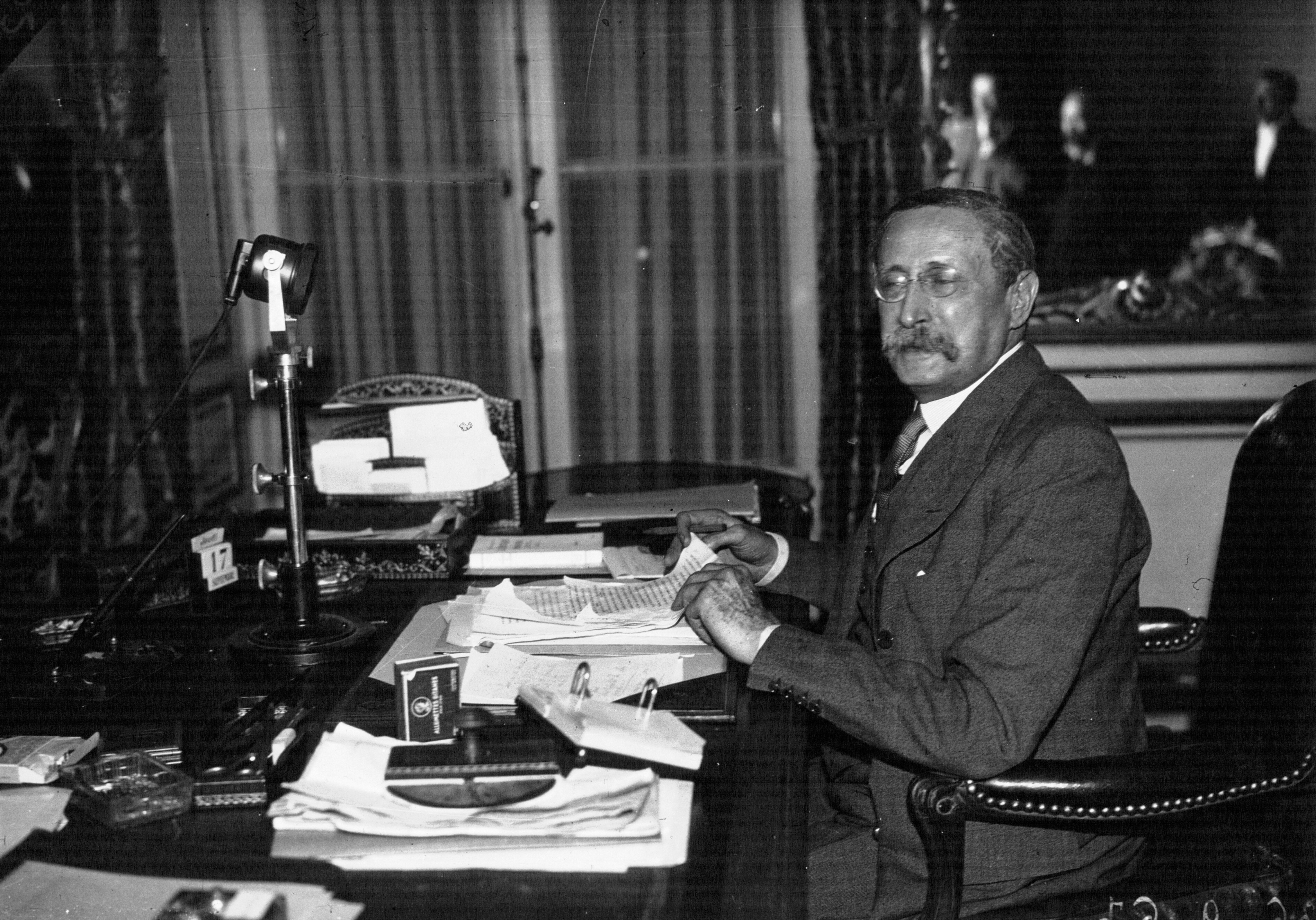
Léon Blum (fotografie de presă / agenția Meurisse, 1936, Paris, BnF, departamentul de Amprente și fotografie).

## Omagii

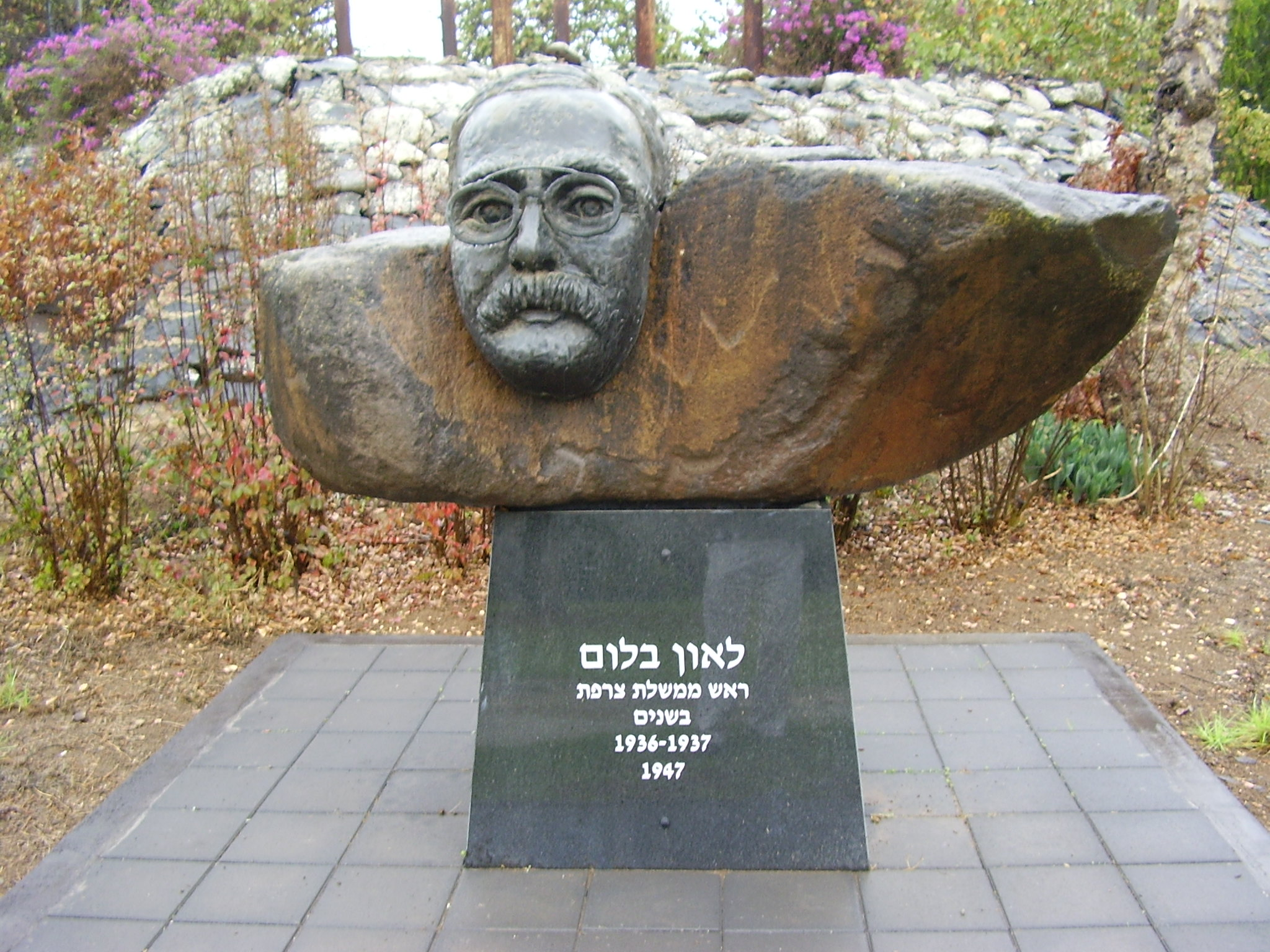
Memorial pentru Léon Blum, kibbutzul Kfar Blum.

- Există încă din 1957 o piață Léon-Blum în le 11e arrondissement din Paris.
- Există multe licee, colegii și străzi Léon-Blum.
- Viaductul Léon-Blum la Poitiers, operă de artă pusă în funcțiune în 2014.
- Kibbutzul Kfar Blum în Israel și străzile Léon Blum în Tel-Aviv, Haifa, Holon, Petah Tikva (Kfar Ganim) și Kfar Saba

## Blum în ficțiune

### Literatură
- O prietenie spaniolă, Ilan Greilsammer, Grasset, 2010

### Cinematografie
- 1993: Pétain de Georges Suma